# Enrico Parri
Enrico Parri (Scansano, 10 gennaio 1902 – ...) è stato un politico e sindacalista italiano.

## Biografia
Candidato nelle liste del Partito Repubblicano Italiano alle elezioni politiche del 1948, risultò eletto nel Collegio unico nazionale, ma nel giugno 1949 la sua elezione fu dichiarata nulla in seguito al riconteggio delle schede che determinò l'assegnazione del seggio alla sua compagna di partito Mary Chiesa Tibaldi, eletta nel collegio di Pisa.
Nel 1949, insieme a Giuseppe Canini, fu nominato segretario della Federazione Italiana del Lavoro, la neocostituita organizzazione sindacale ad opera di esponenti del PSLI e del PRI fuorusciti dalla CGIL. L'anno seguente, quando la FIL si fuse con la Libera CGIL fondando la CISL, Parri scelse di aderirvi in polemica con il segretario del PRI Ugo La Malfa, venendo per questo espulso dal partito.